# Sharon Zaga Mograbi
Sharon Zaga Mograbi (Ciudad de México, México) es cofundadora y directora del Museo Memoria y Tolerancia. Debido a su labor de divulgación de la cultura de los derechos humanos, ha sido reconocida con diversos galardones.

## Biografía
Sharon Zaga nació en Ciudad de México. Tras la realización de la Marcha de la Vida, un recorrido realizado por jóvenes judíos en los campos de concentración nazi en Polonia, es que comenzó con la idea de la realización de un museo del holocausto en México, mismo que abrió en su casa a la edad de 21 años. Más tarde, y en colaboración con Emily Cohen Cohen, es que comenzaron a desarrollar la Asociación Memoria y Tolerancia, la cual se inauguró en 1999, de la cual Zaga es presidenta.
Con los fondos bibliográficos y archivísticos recibidos a través de su asociación, y de testimonios de sobrevivientes al holocausto en México, Zaga y Cohen publicaron en 2002 un libro recopilatorio.

### Museo de Memoria y Tolerancia
A partir de la Asociación Memoria y Tolerancia se buscó crear un memorial sobre el holocausto pero como un proyecto educativo, idea que, a través de los fondos recibidos, se amplió a abordar ese y otros genocidios y crímenes de lesa humanidad. Con la obtención de donaciones y de los permisos por parte del Gobierno del Distrito Federal, se comenzó la construcción del Museo de Memoria y Tolerancia. El recinto fue inaugurado el 11 de octubre de 2010.

### Reconocimientos
- Premio “Gran Orden de la Reforma”, Academia Nacional A. C. (2010).
- Premio Instituto Cultural México Israel (2010).
- Mención honorífica, Premio Nacional de Derechos Humanos, Comisión Nacional de Derechos Humanos y la Presidencia de la República (2016).[6]
- “Paloma de Plata 2016”, Consejo Ciudadano, CNDH y Fundación México sin Violencia (2016).[7]
- Doctorado Honoris Causa, Fundación Honoris Causa (2017).[8]